# Ian Anderson
Ian Scott Anderson (ur. 10 sierpnia 1947 w Dunfermline) – szkocki muzyk rockowy. Instrumentalista, kompozytor i autor tekstów, od 1967 założyciel i lider progresywnej grupy rockowej Jethro Tull. Ian Anderson gra na flecie, gitarze akustycznej, harmonijce ustnej, mandolinie, bałałajce, perkusji i wielu innych instrumentach. Charakteryzuje go łatwo rozpoznawalny głos i maniera wokalna, które wraz z jego grą na flecie stały się znakiem rozpoznawczym Jethro Tull.
Ian Anderson, równolegle ze swą pracą w grupie, nagrywa płyty solowe. Jako solista skupia się raczej na tworzeniu muzyki instrumentalnej. W jego solowej twórczości wyróżnia się neoklasyczna dwunastoczęściowa suita "Divinities", nagrana z orkiestrą symfoniczną.

## Dyskografia
- 1983 Walk into Light
- 1995 Divinities: Twelve Dances with God
- 2000 The Secret Language of Birds
- 2003 Rupi's Dance
- 2005 Ian Anderson Plays the Orchestral Jethro Tull (DVD)
- 2012 Thick as a Brick 2 (jako Jethro Tull's Ian Anderson)
- 2014 Homo Erraticus

## Nagrody, pozycje na listach przebojów i rekordy
| Albumy na listach Billboardu | Albumy na listach Billboardu       | Albumy na listach Billboardu | Albumy na listach Billboardu |
| Rok                          | Album                              | Lista                        | pozycja                      |
| ---------------------------- | ---------------------------------- | ---------------------------- | ---------------------------- |
| 1995                         | Divinities: Twelve Dances with God | Top Classical Crossover      | 1                            |
| 2000                         | The Secret Language of Birds       | Heatseekers                  | 26                           |

## Filmografia
- "Message to Love: The Isle of Wight Festival" (1997, film dokumentalny, reżyseria: Murray Lerner)[2]
- "Prog Rock Britannia" (2009, film dokumentalny, reżyseria: Chris Rodley)[3]
- "The Ritchie Blackmore Story" (2015, film dokumentalny, reżyseria: Alan Ravenscroft)[4]